# Søbjerg (Møn)
 For alternative betydninger, se Søbjerg. (Se også artikler, som begynder med Søbjerg)
Søbjerg er en lokalitet, som ligger på den østlige side af Borre Mose og tilhører Nordfelt gods. Det er en bebyggelse bestående af et hus og et lille husmandssted med lidt dyrket jord. Desuden var der en meget markant ca. 20 m. høj og skarpt afgrænset grusbanke, heraf Søbjerg. Den er nu næsten er helt bortgravet og solgt som grus. Da der var sejlrende til Borre var her en landingsbro.
|  | Denne artikel om lokaliteten Søbjerg (Møn) kan blive bedre, hvis der indsættes et (bedre) billede. Du kan hjælpe ved at afsøge Wikimedia Commons for et passende billede eller lægge et op på Wikimedia Commons med en af de tilladte licenser og indsætte det i artiklen. |

55°00′38″N 12°27′00″Ø / 55.01056°N 12.45000°Ø